# Sękówka
Sękówka (w górnym biegu Bartnianka) – rzeka w południowej Polsce (województwo małopolskie), prawobrzeżny dopływ Ropy, o długości 24,01 km. Ciek IV rzędu, o powierzchni dorzecza 122,75 km².

## Przebieg
Sękówka przepływa przez Beskid Niski w kierunku północno-wschodnim do Obniżenia Gorlickiego. Źródła Sękówki (Bartnianki) znajdują się na południowo-wschodnich stokach Wątkowej w paśmie Magury Wątkowskiej, na wysokości ok. 785 m n.p.m. Sękówka uchodzi do Ropy w Gorlicach na wysokości 281 m n.p.m.
Dnem doliny Sękówki oraz jej lewobrzeżnego dopływu - Małastówki prowadzi droga wojewódzka nr 977.

## Dopływy
- prawobrzeżne: Męcianka
- lewobrzeżne: Wołosiec, Małastówka, Siarka

## Miejscowości położone nad Sękówką
- Bartne
- Bodaki
- Ropica Górna
- Sękowa
- Siary
- Gorlice